# Arhopalus

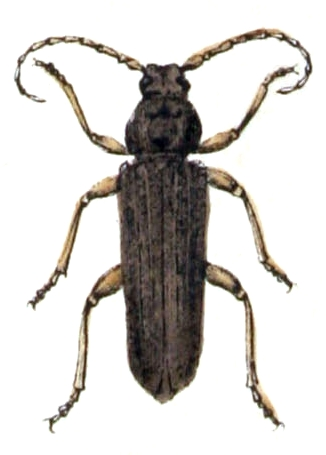
Arhopalus rusticus

Arhopalus là một chi xén tóc.